# Адамс, Майкл (шахматист)
Ма́йкл А́дамс (англ.  Michael Adams; род. 17 ноября 1971, Труро) — английский шахматист, гроссмейстер (1989).
Чемпион Великобритании (1989, 1997, 2010, 2011, 2016, 2018, 2019 и 2023)

## Спортивная карьера
После окончания школы, в возрасте 17 лет, Майкл Адамс стал профессиональным шахматистом.
В 1989 году, в возрасте 17 лет, Адамс выиграл чемпионат Великобритании. В 1997 году Адамс выиграл чемпионат Великобритании второй раз, вместе с Мэтью Садлером (Matthew Sadler).
В 1991 году разделил 1-2 место с Я.Эльвестом на турнире в Террассе. В 1992 году победил на турнире в Тилбурге, проводившемся по нокаут-системе, победив в финале Бориса Гельфанда.
В 1993 году, в Гронингене, Адамс поделил первое место с Вишванатаном Анандом в квалификационном турнире к Чемпионату мира по шахматам по версии ПША и получил право играть в матчах претендентов. В четвертьфинальном матче претендентов, который проходил в Нью-Йорке, Адамс победил гроссмейстера из России Сергея Тивякова со счётом 7½:6½, основной матч закончился 4:4, в дополнительном матче по быстрым шахматам — 3½:2½. В полуфинале Адамс проиграл Ананду 1½:5½, этот матч проходил в Линаресе в 1994 году.
В 1993 году Адамс также прошёл квалификацию в Межзональном турнире к Чемпионату мира по шахматам по версии ФИДЕ. В матче одной восьмой финала (1994 год, Вейк-ан-Зее) Адамс проиграл Борису Гельфанду — 3:5.
В 1995 году Адамс поделил первое место с Гатой Камским и Анатолием Карповым в сильном турнире в Дос-Эрманасе.
В 1997 году, в Гронингене, Адамс принимал участие в чемпионате мира ФИДЕ, который впервые проводился по кубковой системе. В этом турнире Адамс последовательно выиграл матчи против Тамаза Георгадзе, Сергея Тивякова, Петра Свидлера, Люка Ван Вели и Найджела Шорта. В финальном матче он проиграл Ананду только в дополнительной блиц партии.
В 1998 году, в Дортмунде, Адамс поделил первое место с Владимиром Крамником и Петром Свидлером.
В 1999 году, в Дос-Эрманас, Адамс занял чистое первое место, перед Крамником, Анандом, Карповым, Свидлером, Топаловым и Юдит Полгар.
В 2004 году, в Триполи, на чемпионате мира ФИДЕ Адамс дошёл до финала. В финале он проиграл Рустаму Касымджанову. Основной матч — 3:3, дополнительный матч по быстрым шахматам — ½:1½.
В июне 2005 года, в Лондоне, Адамс проиграл матч компьютерной программе «Гидра» (Hydra) со счётом ½:5½.
В 2013 году выиграл крупный турнир в Дортмунде с результатом 7 очков из 9.
C 19 января 2004 года член символических клубов победителей чемпионов мира Михаила Чигорина и Ефима Боголюбова.
Среди шахматистов Адамс получил прозвище «человек-паук» (Spiderman). Это прозвище связано со стилем игры Адамса: он как бы опутывает противника паутиной своих ходов.
Адамс избирался шахматистом года в Великобритании — 1990, 1993—1996 и 1998—2002 годах.
Наивысшее место в рейтинге ФИДЕ — третье в 2002 году.
На октябрь 2008 года Адамс имел 12-й рейтинг ФИДЕ — 2734.
Изначально Адамс участвовал в Гран-При ФИДЕ. Победитель серии этих турниров должен был сразиться с действующим Чемпионом Мира за шахматную корону. Но спустя некоторое время, когда часть этапов Гран-При уже была сыграна, ФИДЕ изменила привилегии победителя. Теперь победитель Гран-При не сразу играл с Чемпионом Мира, а становился лишь одним из 8 претендентов. Адамс стал одним из немногих участников Гран-При, кто осудил ФИДЕ за изменение правил по ходу проведения соревнования и не стал участвовать в дальнейших турнирах серии.

## Изменения рейтинга
| График не отображается по техническим причинам. Чтобы исправить это, воспроизведите график в новом формате, если это возможно. |